# Salvador de Moxó
Salvador de Moxó Ortiz de Villajos (Madrid, 16 de agosto de 1921-Madrid, 21 de mayo de 1980) fue un historiador español, autoridad en la Edad Media española.

## Biografía
Estudió Filosofía y Letras y Derecho en la Universidad Complutense de Madrid, donde fue profesor de Historia desde 1953. En 1965 obtuvo la cátedra de Prehistoria, Historia Antigua y Medieval de la Universidad de Valladolid, y en 1966 la cátedra de Historia medieval de España en la Complutense. En 1979 fue elegido miembro de la Real Academia de Historia.
Se especializó inicialmente en la fiscalidad medieval (Los orígenes de la percepción de alcabalas por particulares, 1958; La alcabala, sobre sus orígenes, concepto y naturaleza, 1963) y el régimen señorial o feudalismo hispánico, tema polémico, incluso en su denominación, en cuyos debates participó de forma destacada (Los señoríos. En torno a una problemática para el estudio del régimen señorial, 1964; Feudalismo europeo y feudalismo español, 1964; Castilla, ¿principado feudal?, 1970; Sociedad, estado y feudalismo, 1972; Los señoríos: cuestiones metodológicas que plantea su estudio, 1973).
Su obra póstuma, que habría sido su discurso de entrada en la Academia, fue El auge de la nobleza urbana de Castilla y su proyección en el ámbito administrativo y rural a comienzos de la baja Edad Media (1270-1370).